# Carlos Grossmüller
Carlos Javier Grossmüller (Montevideo, 4 de mayo de 1983) es un exfutbolista uruguayo de ascendencia alemana. Jugaba de centrocampista, y pasó parte de su carrera en clubes de Alemania, Italia y Noruega, hasta su retiro en 2022.
Fue internacional absoluto por la selección de Uruguay, con la que disputó cuatro encuentros.
Actualmente se desempeña como director técnico del Club Atlético Bella Vista.

## Trayectoria
Grossmüller disputó las categorías inferiores en Danubio, donde debutó en el año 2002. Permaneció en el club hasta septiembre de 2004, cuando fue dado a préstamo a Fénix, volviendo a la temporada siguiente a Danubio. Con Danubio jugó la Copa Libertadores 2007. Jugó al lado de Walter Gargano.

### Schalke 04
Tras otros dos años y con título de campeón uruguayo, fue transferido al Schalke 04 por 4 temporadas en 2007. Llegó para jugar la Bundesliga y la Liga de Campeones de la UEFA 2007-08, jugó al lado de Manuel Neuer, Benedikt Höwedes, Ivan Rakitić, Zé Roberto y sus compatriotas Gustavo Varela y Vicente Sanchez. En la Liga de Campeones, llegó hasta los cuartos de final, perdiendo contra Fútbol Club Barcelona. En la Liga de Campeones de la UEFA 2008-09, perdió en la fase previa contra Atlético Madrid.
Luego de no tener muchas oportunidades de jugar, a mediados del 2009 volvió al Danubio.

### Lecce
A pesar de tener un año más de contrato con Schalke 04, fue liberado para luego llegar como jugador libre a Lecce de Italia para la temporada 2010-11 Jugó al lado de sus compatriotas Ernesto Chevantón, Rubén Olivera, a mediados del 2012 descendió de categoría

### Peñarol
Luego de 2 años volvió a Uruguay a mitad de 2012 para jugar en Peñarol donde fue Campeón Uruguayo 2012-13 con Jorge Da Silva como entrenador. 
En diciembre de 2014 firmó un contrato con Universitario de Deportes del Perú por todo el año 2015, sin embargo en el mes de julio la directiva del club decidió rescindirle su contrato.

## Clubes
| Club                      | País     | Año       | Partidos | Goles |
| ------------------------- | -------- | --------- | -------- | ----- |
| Danubio                   | Uruguay  | 2002-2007 | 81       | 19    |
| Fénix (a préstamo)        | Uruguay  | 2004      | 6        | 0     |
| Schalke 04                | Alemania | 2007-2010 | 22       | 1     |
| Danubio (a préstamo)      | Uruguay  | 2009-2010 | 23       | 5     |
| Lecce                     | Italia   | 2010-2012 | 39       | 3     |
| Peñarol                   | Uruguay  | 2012-2013 | 17       | 0     |
| Cerro                     | Uruguay  | 2013-2014 | 28       | 4     |
| Universitario de Deportes | Perú     | 2015-2016 | 16       | 2     |
| Sandefjord (a préstamo)   | Noruega  | 2017      | 12       | 3     |
| Danubio                   | Uruguay  | 2018-2020 | 101      | 21    |
| San Lorenzo de San José   | Uruguay  | 2021-2022 |          |       |

|C.S.D Garibaldi  Uruguay
|2022-2024

## Palmarés

### Títulos nacionales
| Título              | Club    | País    | Año  |
| ------------------- | ------- | ------- | ---- |
| Torneo Clausura     | Danubio | Uruguay | 2004 |
| Campeonato Uruguayo | Danubio | Uruguay | 2004 |
| Torneo Apertura     | Danubio | Uruguay | 2006 |
| Torneo Clausura     | Danubio | Uruguay | 2007 |
| Campeonato Uruguayo | Danubio | Uruguay | 2007 |
| Torneo Apertura     | Peñarol | Uruguay | 2012 |
| Campeonato Uruguayo | Peñarol | Uruguay | 2013 |